# شينيتشي كاوانو
شينيتشي كاوانو (باليابانية: 河野 真一) (5 نوفمبر 1969 في ميازاكي في اليابان – )؛ هو لاعب كرة قدم ياباني سابق كان يلعب كمهاجم.

## وصلات خارجية
- شينيتشي كاوانو على موقع رابطة كرة القدم اليابانية للمحترفين (اليابانية)
- شينيتشي كاوانو على موقع عالم كرة القدم.نت (الإنجليزية)